# 小澤真利奈
小澤 真利奈（こざわ まりな、1985年8月23日 - ）は、日本の女優、声優。旧芸名、三国 由奈。
愛知県名古屋市出身。2020年3月31日までABP inc.に所属していた。
弟はサッカー選手の小澤竜己。

## 来歴
- 1988年、3歳の時から名古屋放送児童劇団（現在はNHK名古屋児童劇団）に所属し舞台に立っていた。
- 2000年、舞台『GIRL's TIME -女の子よ、大志を抱け!-』でデビュー。東京での高校進学を機に上京する。
- 2003年、『ミスマガジン2003』セミファイナリストに出場するも、ファイナル進出はならなかった。
- 2006年、『ファイナルファンタジーXII』でパンネロ役として初の声優出演。パンネロやラーサーなど複数のキャラのモーションキャプチャも担当していた。
- 2011年、サラ・プロジェクトからABP inc.に移籍。芸名を三国由奈から本名の小澤真利奈に改める。この年の10月3日に祖父が亡くなる。
- 2020年、3月31日付けで所属事務所のABP inc.の退所を公式ブログとInstagramで発表した[1]。
- 2020年、4月に公式ブログ（Ameba Blog）を閉鎖。同月に公式Twitterを開設した。
- 2020年、8月12日より新たに公式ブログ（Ameba Blog）を開設した。
- 2022年、主演短編映画「コロナになりました。（海外題名：Teal to Orange）」（増田有美監督、TEAMカミナリ制作）にて、
  - Sipontum Arthouse International Film Festival🇮🇹中編作品部門　主演女優賞
  - International Halicarnassus Film Festival🇹🇷審査員賞 - 主演女優賞
  - Diamond Eye International Film Festival🇷🇺主演女優賞
  - TOP SHORTS Film Festival　Honorable Mention（準グランプリ）女優賞
  - FilmCon Awards　インディ映画部門　主演女優賞
  - Actors Awards Los Angeles🇺🇸主演女優賞、インディ映画部門　主演女優賞
  - New York Film Awards🇺🇸インディ映画部門　主演女優賞
  - Sweden Film Awards🇸🇪主演女優賞
  - Eurasia International Monthly Film Festival🇷🇺主演女優賞
  - Los Angeles Film Awards🇺🇸インディ映画部門　主演女優賞
  - Festigious International Film Festival🇺🇸インディ映画部門　主演女優賞

　を受賞した。
- 2022年、主演映画「Floating Holidays」（増田有美監督、TEAM CAMINARI制作）にて、
  - Actors Awards🇺🇸ドラマ部門　主演女優賞
  - FilmCon Awards　主演女優賞
  - Festigious International Film Festival🇺🇸インディ映画部門　主演女優賞
  - Toronto Independent Festival of CIFT🇨🇦長編映画部門　主演女優賞

　を受賞した。

## 人物
- 三人姉弟で一番上の姉は一般人、弟はプロサッカー選手の小澤竜己。弟からはまんねーと呼ばれている事がある。
- 趣味は温泉巡り、料理、サッカー観戦。特技は茶道（日本煎茶趣味協会）、メンタルトレーニング（リコレクト）、五感セラピー、指圧マッサージ、タイ古式マッサージ等。
- 五感セラピーに関して、セラピーコーディネーターの資格を取得している。
- メンタルトレーニングに関して、2018年4月にOKラインメンタルアドバイザー、2018年8月にOKラインメンタルトレーナーの資格を取得し、トレーナーとしての活動も開始している。
- 好きな数字は３。
- 小学生の時はミュージカルスターになる事が夢で、バレエなどのダンスを習っていたり三代真史率いるプロダンスカンパニー、三代真史ジャズ舞踊団に入団していた事がある。
- 黒髪で爽やかな雰囲気から大手企業のCMでの起用された事があり、CM美女と書かれた事がある。
- 好きな花はヒマワリ。誕生日にヒマワリの花束などをスクウェア・エニックスなど親交のある関係者から贈られている。
- レギュラー出演しているFF14の公式放送の「学園エオルゼア」では予習復習を欠かさずよくログインをし、撮影現場にもノートパソコンを持っていく事がある。100点満点と言えるコメントや永井理子や小野健斗など他のメンバーの課題も付き合う姿勢から共演者達や視聴者達から「委員長」と呼ばれている時がある。
- 食べるのが好きで好き嫌いはないが、FF12のモーションキャプチャ収録の時に15kgのダイエットを敢行した事がある。
- 仲が良い芸能人は貫地谷しほり、佐藤めぐみ、高橋愛。貫地谷が出演していたドラマ「早子先生、結婚するって本当ですか?」の最終話ではドラマの監督であった中江功の計らいという事で佐藤と共に友情出演している。デビュー作の舞台「GIRL's TIME -女の子よ、大志を抱け!-」の時の共演者の女優達とも長年の交友がある。

## 出演

### 映画
- 三姉妹日記（2002年） - 結子 役
- 着信アリ（2003年）
- ハート・オブ・ザ・シー（2003年） - 浅田つぐみ 役
- 隣之怪 参談「ツイテナイ」（2007年） - 森下千秋 役
- 魂萌え!（2007年） - 栄子 役
- パレード（2010年）
- 口裂け女 リターンズ（2012年） - 古平緑 役
- すべては君に逢えたから（2013年） - 中沢ゆりこ 役
- 黒執事（2014年）
- シェアハウス33クラブ ～僕はケイタイをなくした。だけのはず（英題名：Share House 33）（2021年、増田有美監督）
- エッシャー通りの赤いポスト[2]（2021年、園子温監督） - 宮本多香子 役
- コロナになりました。（海外題名：Teal to Orange）[3]（2022年、増田有美監督） - 主演・西野りょうこ 役
- Floating Holidays[4][5]（2024年、増田有美監督） - 主演・みか 役

### テレビドラマ
- 中学生日記（NHK教育）
- 憧れの人（2001年9月25日、フジテレビ）
- こちら第三社会部（2001年、TBS）
- ネバーランド（2001年、TBS）
- 新・天までとどけ3（2002年、TBS）
- はみだし刑事情熱系VI 第17話（2002年2月6日、テレビ朝日） - 梶本美和 役
- 考古学者 佐久間玲子 2（2002年6月18日、日本テレビ）
- タクシードライバーの推理日誌 16（2002年7月6日、テレビ朝日） - 堀内美奈 役
- パートタイム探偵（2002年12月1日、テレビ東京） - 山田すみれ 役
- はぐれ刑事純情派 第16シリーズ 第4話（2003年4月23日、テレビ朝日） - 本間あゆみ 役
- ドラマ愛の詩 ミニモニ。でブレーメンの音楽隊（2004年、NHK教育） - 亀山凛子 役
- パートタイム探偵2（2004年2月22日、テレビ東京） - 山田すみれ 役
- 永遠の君へ（2004年、東海テレビ） - 桜井真鶴 役
- ああ探偵事務所（2004年、テレビ朝日）
- ファンタズマ〜呪いの館〜 EPISODE4（2004年、テレビ東京） - 山根晃子 役
- 水曜プレミア 夜回り先生（2004年10月27日、TBS）
- 柳生十兵衛七番勝負 島原の乱 第5回（2006年、NHK総合） - いと 役
- 私が私であるために（2006年10月10日、日本テレビ）
- モップガール 第5話（2007年11月9日、テレビ朝日） - 水島楓 役
- 篤姫（2008年、NHK総合） - 中臈みや 役
- キャットストリート 第1話（2008年8月28日、NHK総合） - 吉野真理子 役
- Cafe吉祥寺で（2008年、テレビ東京） - 白井洋子 役
- ギラギラ 第7話（2008年11月28日、テレビ朝日）
- もう誘拐なんてしない（2012年1月3日、フジテレビ）
- おトメさん（2013年、テレビ朝日）
- 味いちもんめ（2013年、テレビ朝日）
- おふこうさん（2014年、NHK BSプレミアム） - ユウ子 役
- 素敵な選TAXI 第7話（2014年11月25日、関西テレビ）
- マザー・ゲーム〜彼女たちの階級〜 第1話（2015年4月14日、TBS） - 植木律子 役
- 早子先生、結婚するって本当ですか? 最終話（2016年6月16日、フジテレビ） - 最終話ゲスト
- 警視庁 ナシゴレン課 第1話（2016年10月17日、テレビ朝日） - 猪俣 役
- アイアングランマ2 第2話、第3話（2018年6月10日、6月17日、NHK BSプレミアム）

#### 再現ドラマ
- 中居正広の金曜日のスマイルたちへ（TBS）
  - 吉田羊編 - 吉田羊 役（2015年5月8日）
  - 葉加瀬太郎編 - 髙田万由子 役（2016年9月16日）
- キスマイBUSAIKU!?（フジテレビ）
  - 先輩女子役（2016年8月1日）
- 有田哲平の夢なら醒めないで（2017年10月10日、TBS） - 丸山桂里奈 役
- 痛快TV スカッとジャパン（フジテレビ）
  - ショップ店長役（2018年9月10日）
  - 田島佳英役（2018年11月5日）
  - 伊勢恭子役（2018年12月17日）
  - 母親役（2019年1月14日）

### バラエティ・情報
- 新・真夜中の王国（NHK BS2）
- NHK高校講座 情報A（2003年 - 2005年、NHK教育）
- ちきゅう屋駄菓子店（2007年4月15 - 2008年9月28日、CBC）
- 世界驚愕リサーチ 数字は嘘をつかない！2（2008年6月16日、テレビ東京）
- 知って得する世の中のしくみ（2008年、フジテレビ）
- 逃走中 31 〜白雪姫と7人の侍〜（2014年、フジテレビ） - ドラマ部出演
- 旅してHappy（2016年7月13日 - 8月3日、BS日テレ）
- Quality HATAGO（DHCテレビジョン）
  - #65 かやぶきの郷薬師温泉 旅籠（2016年9月15日公開）
  - #69 セトレ マリーナびわ湖（2016年10月3日放映、2016年10月16日公開）
  - #73 粛 海風（2016年10月31日放映、2016年11月9日公開）
- 名門コースの伝統レシピ vol.1（2017年、ALBA TV（GOLF Net TV））
- 原江里菜のブレイクタイム 1TIME（2017年、ALBA TV（GOLF Net TV））
- 小澤真利奈の ゴルフ 基本のき（全12回）（2017年 - 2018年、ALBA TV（GOLF Net TV））
- Jゴル - J LEAGUE×GOLF（全4回）（2018年、ALBA TV（GOLF Net TV））
- GOLF Net TVアンバサダーとゴルフデート DATE.5（2018年、ALBA TV（GOLF Net TV））
- シャキーン!『小学51年生のりおくん』コーナー（2020年3月31日 - 、NHK Eテレ）

### Web配信
- これからはじめるファイナルファンタジーXIV「学園エオルゼア」（2016年8月21日 - 2017年4月1日、ニコニコ生放送）
- ファイナルファンタジーXII ザ ゾディアック エイジ 公式放送[6]（2017年4月26日 - 2018年2月2日、YouTube・ニコニコ生放送）
- 発売直前！『FFX/X-2』『FFXII TZA』合同生放送 [6]（2019年4月10日、YouTube・ニコニコ生放送）
- くるみらTV（公式YouTube[7]）
  - YouTube大喜利（2020年4月5日 - ）
  - パンネロ役の小澤真利奈がFF XII TZAをゲーム配信！[8]（2020年9月4日 - 2021年5月3日）
  - パンネロが初見でFF7Rをゲーム配信してみた！[9]（2021年5月4日 - 6月29日）
  - メイドと先生がドタバタでバイオハザードヴィレッジを初見実況！[10]（2021年5月13日 - 27日）
  - ショートムービー シェアハウス33クラブ〜僕はケイタイをなくした。だけのはず。〜[11]（2021年6月19日、YouTube チャンネルメンバー限定コンテンツ）
  - パンネロが初見でFF14をゲーム配信してみた！[12]（2021年7月2日 - ）
  - パンネロが初見で『ディシディア ファイナルファンタジー オペラオムニア』をゲーム配信してみた！[13]（2021年10月22日 - 2024年2月25日）
  - パンネロがFFVIIリバースをゲーム配信してみた！（2024年3月22日 - ）

### ラジオ
- 智一・美樹のラジオビッグバン（文化放送：2002年11月 - 2003年9月）
- 由奈のECOってHAPPY!（エフエム愛知）
- 東京パリリスボン〜遊星から来た三姉妹の音楽鑑賞会〜（2018年10月7日 - 2019年3月31日、レインボータウンエフエム放送）
- お笑いトレジャー！ 倉本美津留ランド（2020年2月3日 - 2023年6月29日、渋谷のラジオ）

### 舞台
- GIRL's TIME -女の子よ、大志を抱け!-（2000年）
- ピルグリム（2003年） - ニューロマンサー/ニュープランター 役
- 三文オペラ 新装黒テント版（2004年）
- お鳥見女房〜幸せの行方〜（2009年） - 矢島君江 役
- たか女爛漫〜井伊直弼を愛した女〜（2011年）
- 8月31日〜夏休み最後の日〜（2012年） - 小松原恵子/高木佳代子 役
- もとの黙阿弥（2015年） - 柳橋芸者・＜劇中劇＞音楽劇「探偵うどん」巡査 役[14]
- タクフェス特別公演 WHAT A WONDERFUL LIFE！（2016年） - 千代 役
- “STRAYDOG”Produce公演「アオイの花」（2017年） - 主演・坂下恵子 役
- あゝ同期の桜（2024年3月9日 - 17日 東京・三越劇場、2024年3月30日 - 31日 京都・南座）[15][16] - 松岡雪枝 役

### OVM
- 銀河ロイドコスモX（2001年9月） - 十文字美月 役

### CM
- 学生援護会「アルバイトニュース」
- ハウス食品（バーモントカレー）
- ロッテ（チューイングライフ）
- 三菱東京UFJ銀行（スチールのみ、2011年）
- 中部電力「ECO推進」イメージキャラクター（2011年）
- Panasonic「僕らを満足させる最新スマホ」（2011年）
- Hulu（2012年～2013年）
- ロッテ『ACUO』（2012～2013年）
- 救心製薬『救心ソング』篇（2013年～2015年）
- 三菱地所ホーム（2014年）
- アメリカンホームダイレクト（2014～2016年）
- ジョンソン・エンド・ジョンソン『コンタクトレンズパートナーシップキャンペーン』 新CM 「中京エリア」篇（2015年）
- DHC 『スーパーコラーゲン』（2016年）
- 小田急ロマンスカー『山歩き編』[17]（2016年）
- ユニリーバ / ラックス『Amazing Performance LUX 新トリートメント Web CM』（2018年）
- 再春館製薬 / ドモホルンリンクル『ポストに届く篇』（2018年）
- ライオン / CHARMY Magica『あなたのかわりに篇』[18]（2019年）
- 興和 / キューピーコーワiドリンク『眼にひと息篇』（2019年）
- ライオン / CHARMY Magica
  - Magica速乾＋『初めて使った衝撃篇』（2020年）
  - Magica『速乾+篇』（2020年）
  - Magica『除菌+篇』[19]（2020年）
  - Magica『酵素+篇』[20]（2020年）
  - Magica速乾＋『友人の家で衝撃篇』（2021年）
- ガンホー・オンライン・エンターテイメント / PUZZLE & DRAGONS Nintendo Switch Edition（2022年）
- 東京商工会議所[21]（2024年）
- RENOSY（リノシー）Web CM（2024年）
- Timee（タイミー）（2024年）
- ゆめが丘ソラトス Web / 相鉄トレインビジョン CM（2024年）

### ゲーム
- ファイナルファンタジーシリーズ（パンネロ）[22]
- ファイナルファンタジーXII（2006年3月16日） - （声・モーションアクター）
- ディシディア ファイナルファンタジー　オペラオムニア（2017年2月1日配信） - （声のみ）
- FINAL FANTASY XII THE ZODIAC AGE（PlayStation 4版 2017年7月13日発売、PC（Steam）版 2018年2月2日発売、Nintendo Switch/Xbox One版 2019年4月25日発売） - （声・モーションアクター） 役[23]

### 吹替
- ビクトリアス（2013年、NHK教育） - 31話ゲスト吹替え

## 受賞
- 2022年、『コロナになりました。（海外題名：Teal to Orange）』（増田有美監督、TEAMカミナリ制作）
  - Sipontum Arthouse International Film Festival🇮🇹[24]中編作品部門　主演女優賞
  - International Halicarnassus Film Festival🇹🇷[25]審査員賞 - 主演女優賞
  - Diamond Eye International Film Festival🇷🇺[26] 主演女優賞
  - TOP SHORTS Film Festival [27] Honorable Mention（準グランプリ）女優賞
  - FilmCon Awards [28] インディ映画部門　主演女優賞
  - Actors Awards Los Angeles🇺🇸[29] 主演女優賞、インディ映画部門　主演女優賞
  - New York Film Awards🇺🇸[30]　インディ映画部門　主演女優賞
  - Sweden Film Awards🇸🇪[31] 主演女優賞
  - Eurasia International Monthly Film Festival🇷🇺[32] 主演女優賞
  - Los Angeles Film Awards🇺🇸[33]　インディ映画部門　主演女優賞
  - Festigious International Film Festival [34]🇺🇸インディ映画部門　主演女優賞
- 2022年、『Floating Holidays』（増田有美監督、TEAM CAMINARI制作）
  - Actors Awards🇺🇸[35] ドラマ部門　主演女優賞
  - FilmCon Awards [28] 主演女優賞
  - Festigious International Film Festival [34]🇺🇸インディ映画部門　主演女優賞
  - Toronto Independent Festival of CIFT [36]🇨🇦長編映画部門　主演女優賞

## 書籍
- 純少女 三国由奈16歳写真集（2002年、アポロ出版） ISBN 4-87454-963-2